# کستل (ترکیه)
کستل (به ترکی استانبولی: Kestel) یک منطقهٔ مسکونی در ترکیه است که در استان بورسا واقع شده‌است.